# Vladimir Soukup
Vladimir Soukup (født 20. februar 1930 i Prag, Tjekkiet - død 3. marts 2012) var en tjekkisk komponist.
Soukup studerede komposition i sin ungdom hos privat lærere i Prag, og tog eksamen i komposition på Prague Academy of Performing Arts, hvor han blev undervist af Jaroslav Ridky. Han har skrevet 4 symfonier, orkesterværker, kammermusik, operaer, instrumentalværker, koncerter, vokalværker etc. Soukups kompositions stil var melodisk og postromantisk ,med et
ekspressivt moderne islæt.

## Udvalgte værker
- Symfoni nr. 1 "Ungdom" (1954) - for orkester
- Symfoni nr. 2 (1962) - for orkester
- Symfoni nr. 3 "Glædens Sang" (1964) - for saxofon og orkester
- Symfoni nr. 4 "Kammersymfoni" (1969) - for kammerorkester
- Klaverkoncert (1961) - for klaver og orkester
- Saxofonkoncert (1970) - Tenorsaxofon og orkester